# Jiangxisaurus
Jiangxisaurus („ještěr z Ťiang-si“) byl rod teropodního oviraptorosaurního dinosaura, žijícího na území východní Asie (jihovýchodní Čína, provincie Ťiang-si) v období pozdní svrchní křídy (geol. stupeň maastricht, asi před 72 až 66 miliony let).

## Popis
Fosilie tohoto dinosaura byly objeveny v sedimentech geologického souvrství Nan-siung (angl. Nanxiong) nedaleko města Kan-čou (angl. Ganzhou - odtud druhové jméno) a mají podobu nekompletní kostry s částečně dochovanou lebkou o délce 15 cm. Katalogové označení holotypu je HGM41-HIII0421. Formálně byl typový druh J. ganzhouensis popsán týmem čínských paleontologů v roce 2013.
Jednalo se o velmi malého opeřeného teropoda, jehož délku můžeme odhadovat asi na 2 metry, výšku ve hřbetu zhruba na 80 cm a hmotnost maximálně na 60 kilogramů.

## Zařazení
Tento teropod spadal do čeledi Oviraptoridae a jeho blízkým vývojovým příbuzným byl například rod Heyuannia. Ve stejných ekosystémech se navíc vyskytovaly další tři rody oviraptoridů, Banji, Nankangia a Ganzhousaurus.